# Real Federación Española de Esgrima
La Real Federación Española de Esgrima (RFEE) es el organismo rector de la esgrima española. Fue fundada en el año 1924, y poco después le conferiría el título de real el monarca Alfonso XIII. 
La RFEE está afiliada a la FIE (organismo que regenta este deporte a nivel internacional y que cuenta con el reconocimiento del COI como federación olímpica) y a la Confédération Européenne D’Escrime (organismo que regenta la esgrima a nivel europeo).
Contaba con 1459  esgrimistas afiliados el 5 de noviembre de 2023 siendo la séptima federación con más afiliados de Europa(2023) . 

## Historia
La RFEE fue fundada en 1924 tras surgir la necesidad de un organismo rector para todo el territorio nacional que organizase y dirigiese competiciones y eventos relacionados con la esgrima española.

## Estructura
La RFEE se estructura en diferentes órganos siendo el que está por encima de todos la Asamblea General, la cual se encarga de la aprobación de presupuestos, elección del presidente, mociones de censura, aprobación del calendario deportivo y la aprobación o reforma de estatutos entre otras funciones. Está conformada por 80 miembros en los cuales se encuentran los presidentes de las federaciones autonómicas y un delegado por club afiliado a la misma. El presidente por otra parte tiene la potestad de convocar, designar y revocar a los integrantes de la junta directiva, la cual prepara junto al presidente las propuestas que se puedan realizar a la Asamblea General.    

### Elecciones a la presidencia
Estas se realizan de forma periódica cada cuatro años coincidiendo así con los JJOO de verano, se realizan mediante un sufragio universal, libre y secreto ejercido por los miembros de la asamblea general. Los candidatos a la presidencia pueden no pertenecer a la asamblea general y deben de ser propuestos por al menos el 15% de la misma. Una vez presentados los candidatos el presidente sale electo mediante un sistema de voto de doble vuelta en caso de que en la primera ningún candidato alcance la mayoría absoluta. 

## Alto Rendimiento
Actualmente la  RFEE cuenta con la posibilidad de enviar a sus deportistas a los distintos centros de alto rendimiento mediante el Consejo Superior de Deportes que cuenta con un convenio de financiación con la Secretaría General del deporte.